# 謝里登 (印第安納州)
謝里登（英語：Sheridan）是一個位於美國印地安納州漢密爾頓縣的城鎮。

## 人口
根據2010年美國人口普查的數據，謝里登的面積為5.37平方千米，當中陸地面積為5.36平方千米，而水域面積為0.01平方千米。當地共有人口2665人，而人口密度為每平方千米496人。